# 庫羅維奇
49°46′8″N 24°25′37″E / 49.76889°N 24.42694°E
庫羅維奇（烏克蘭語：Куровичі），是烏克蘭西部的村莊，隸屬利維夫州的佐洛奇夫區。該村始建於1443年，面積4.34平方公里，海拔高度230米，2010年人口1,262，人口密度每平方公里312人。